# Stopkovýtrusné houby
Stopkovýtrusné houby čili bazidiomycety (Basidiomycota) je druhově početné oddělení hub. Bylo popsáno kolem 30 000 druhů, což činí 37 % všech popsaných druhů hub. Představují sesterskou skupinu k druhému významnému oddělení hub, tzv. vřeckovýtrusným. Do stopkovýtrusných hub patří většina obecně známých hub, jako je hřib (Boletus), muchomůrka (Amanita), ale i některé méně známé skupiny, jako jsou parazitické rzi a sněti či dokonce jisté kvasinky nebo několik lišejníků.
Stopkovýtrusné houby mají neobvyklý vývojový cyklus, v němž se střídá fáze s jedním buněčným jádrem s fází s dvěma jádry. Plodnice, tedy nadzemní útvary označované laicky jako houby, mají v každé buňce jádra dvě. V tzv. bazidiích (např. u hřibu na spodní straně klobouku) následně dochází ke splynutí jader a vzniku výtrusů.

## Stavba buněk
Buňky stopkovýtrusných hub jsou samozřejmě typickými eukaryotickými buňkami se vším náležejícím vnitřním uspořádáním. Podobně jako u ostatních hub jsou jejich buněčné stěny složeny z chitinu. Obvykle se buněčná stěna vytváří v několika tenkých na sobě položených vrstvách. Podhoubí má zpravidla nažloutlou barvu, ta však vynikne až při větším nahromadění vláken.
Struktura buněk je silně ovlivněna vláknitou stavbou, která v životním cyklu stopkovýtrusných hub obvykle dominuje. Mezi buňkami v tom případě je třeba umožnit komunikaci, a tak se v příčných přepážkách u většiny zástupců vyvíjejí tzv. dolipóry, složité soudkovité struktury, které spolu s parentozomem obklopují samotný otvor v přepážce. Dalším silně rozšířeným rysem je tvorba přezek při buněčném dělení buněk vlákna. Přezky umožňují správné rozdělení jader do dceřiných buněk v dikaryotické fázi, kdy jsou v jedné buňce před buněčným dělením čtyři jádra.

## Životní cyklus

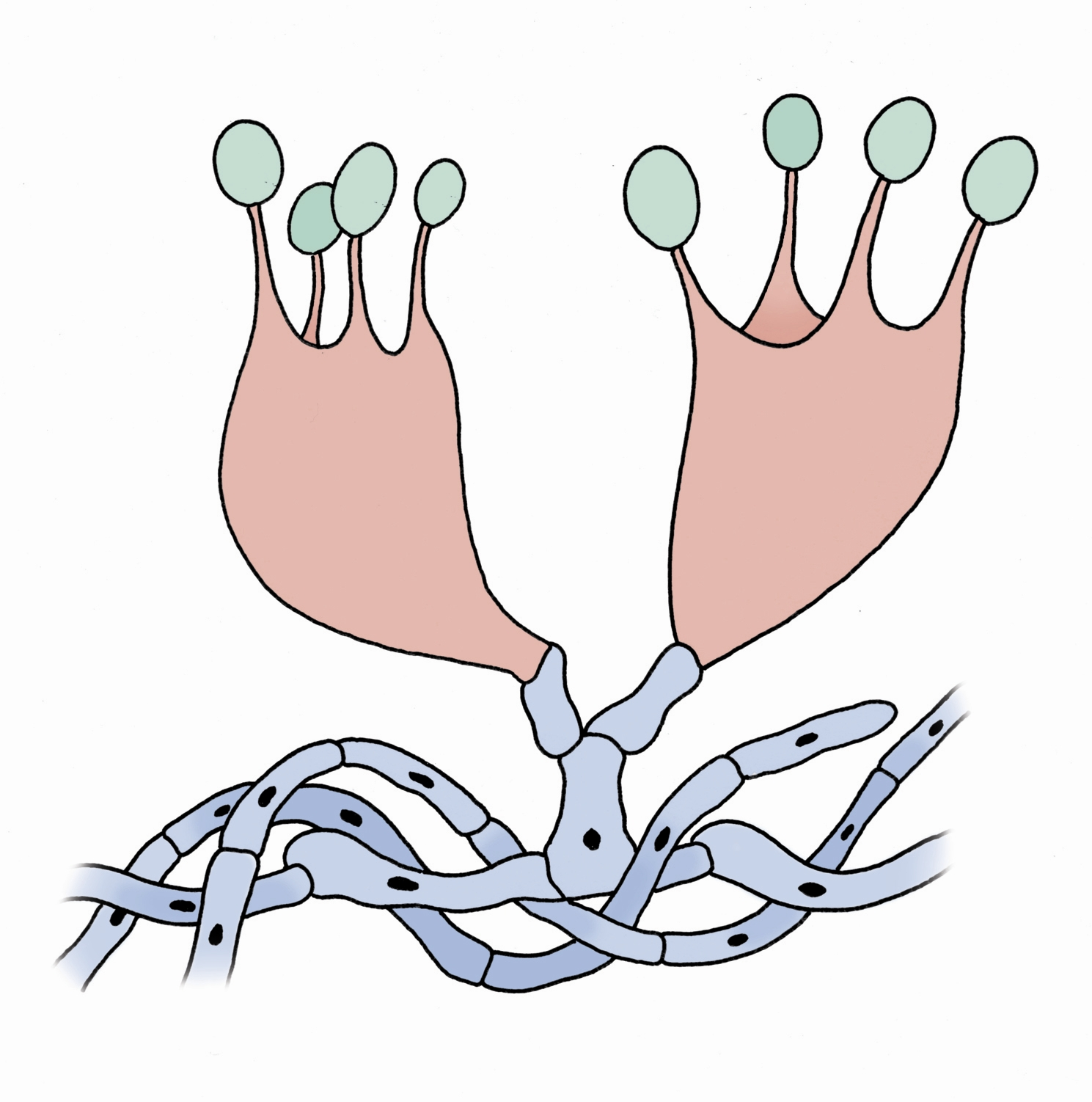
Bazidie

Stavba těla stopkovýtrusných hub závisí na tom, v jaké životní fázi se právě jedinec nachází. Některé vlastnosti také nelze zobecnit pro všechny stopkovýtrusné houby; existuje velmi mnoho výjimek. Platí však, že u stopkovýtrusných hub dochází ke střídání několika druhů podhoubí čili mycelia:
- primární mycelium – jednojaderné (monokaryotické), tzn. v každé buňce je jen jedno jádro
- sekundární mycelium – dvoujaderné (dikaryotické), tzn. v každé buňce jsou dvě jádra
- terciární mycelium – rovněž dvoujaderné, avšak vytváří specializovaná pletiva plodnic, jako je pseudoparenchym nebo plektenchym.

V typickém případě jsou po většinu doby stopkovýtrusné houby tzv. dikaryonti, tedy mají v každé buňce dvě jádra. Jednojaderná fáze je omezena na výtrusy a primární mycelium, jedinou diploidní buňkou je vlastně mladá vyvíjející se bazidie. Pokud se místo primárního mycelia vyvíjí stadium kvasinkové, mluví se o tzv. dimorfické stélce. Pokud jsou všechna stadia vláknitá (tvořící podhoubí čili mycelium), mluví se o monomorfické stélce.

### Primární mycelium
Přestože se mezi stopkovýtrusnými houbami objevuje také několik jednobuněčných druhů (některé kvasinky), naprostá většina tvoří článkované hyfy. Takzvané primární mycelium vzniká především klíčením bazidiospory, ovšem u primitivnějších skupin se může vyvinout z kvasinkových buněk, sekundárních spor (ty však vznikají z bazidiospor) nebo z mikrokonidií. Primární mycelium je charakteristické tím, že má v každé buňce jedno jádro a až na několik výjimek (např. rzi, Uredinales) má obvykle jen krátkou životnost. Někdy je primární mycelium nahrazeno kvasinkovým stadiem (pak se hovoří o dimorfické stélce). Jindy dokonce zcela chybí (řád Tilletiales), neboť bazidiospory neklíčí v myceliu, ale rovnou spolu kopulují za vzniku sekundárního mycelia.

### Sekundární mycelium
Dvě primární mycelia pak splynou díky tzv. somatogamické kopulaci v dvoujaderné (dikaryotické) sekundární mycelium. Tato událost představuje redukovanou podobu pohlavního rozmnožování u stopkovýtrusných hub (viz samostatná kapitola rozmnožování). V této fázi se obvykle odehrává většina života houby (výjimkou jsou opět rzi s převažujícím primárním myceliem) a obvykle dochází k tvorbě plodnice.

### Plodnice

Schematická stavba bazidiokarpů

Plodnice stopkovýtrusných hub, označovaná odborně bazidioma či bazidiokarp, ve skutečnosti není plodnicí v pravém mykologickém slova smyslu, neboť neobsahuje gametangia a nedochází na ní k pohlavnímu rozmnožování. Vznik plodnice přímo nesouvisí se somatogamickou kopulací (splýváním hyf za vzniku sekundárního mycelia) a místo, kde vzniká plodnice, může být velmi daleko od místa, kde došlo ke vzniku sekundárního mycelia. Rovněž může tyto události oddělovat poměrně dlouhý časový interval (několik let). Plodnice se vyskytuje u většiny stopkovýtrusných hub z podtříd Agaricomycetidae a Tremellomycetidae, ale ojediněle může být přítomna i u rzí a snětí. Alternativou k produkci plodnic je u primitivnějších skupin například vznik bazidií přímo na tzv. promyceliích nebo na teliosporách.
Plodnice může mít velice proměnlivý tvar a bývá také sestavena z jednoho až tří typů houbových vláken. Patří k nim za prvé tzv. generativní hyfy (tenkostěnné, přehrádkované, větvené), za druhé skeletové hyfy (tlustostěnné, nevětvené, bez přihrádek) a konečně i vazbové hyfy (tlustostěnné, větvené, bez přehrádek). Mnohdy mají plodnice kolem sebe obaly, buď tzv. plachetku (obaluje vlastně celou plodnici), nebo závoj (obaluje jen klobouk). Plodnice se dají složitě dělit podle svého tvaru a dle uložení výtrusného rouška, což je struktura, v níž vznikají výtrusy. V centru pozornosti však stojí tzv. bazidie – jednobuněčná sporangia, oddělená přepážkou od zbytku vlákna, která na plodnici zaujímají místo ve výtrusném roušku čili hymeniu (nebo uvnitř plodnic v tzv. glebě čili teřichu). V hymeniu některých stopkovýtrusých hub jsou přítomny velké sterilní buňky, cystidy, které mají vylučovací, ochrannou nebo zásobní funkci, a hyfidie, neplodné niťovité nebo červíkovité útvary, jež způsobují postupné přirůstání hymenia.
Bazidie se dělí na tzv. probazidii a metabazidii. V první části probíhá karyogamie, tedy splynutí obou jader přítomných v buňce v jedno diploidní. V druhé části dojde k meiotickému dělení a vzniknou takto čtyři haploidní jádra.
 Tato jádra vycestují čtyřmi stopečkami neboli sterigmaty, obklopí se buněčnou stěnou a vytvoří tak bazidiospory, jež mohou být aktivně (balistospory) nebo pasivně (statismospory) šířeny do okolí.

## Rozmnožování

### Pohlavní rozmnožování

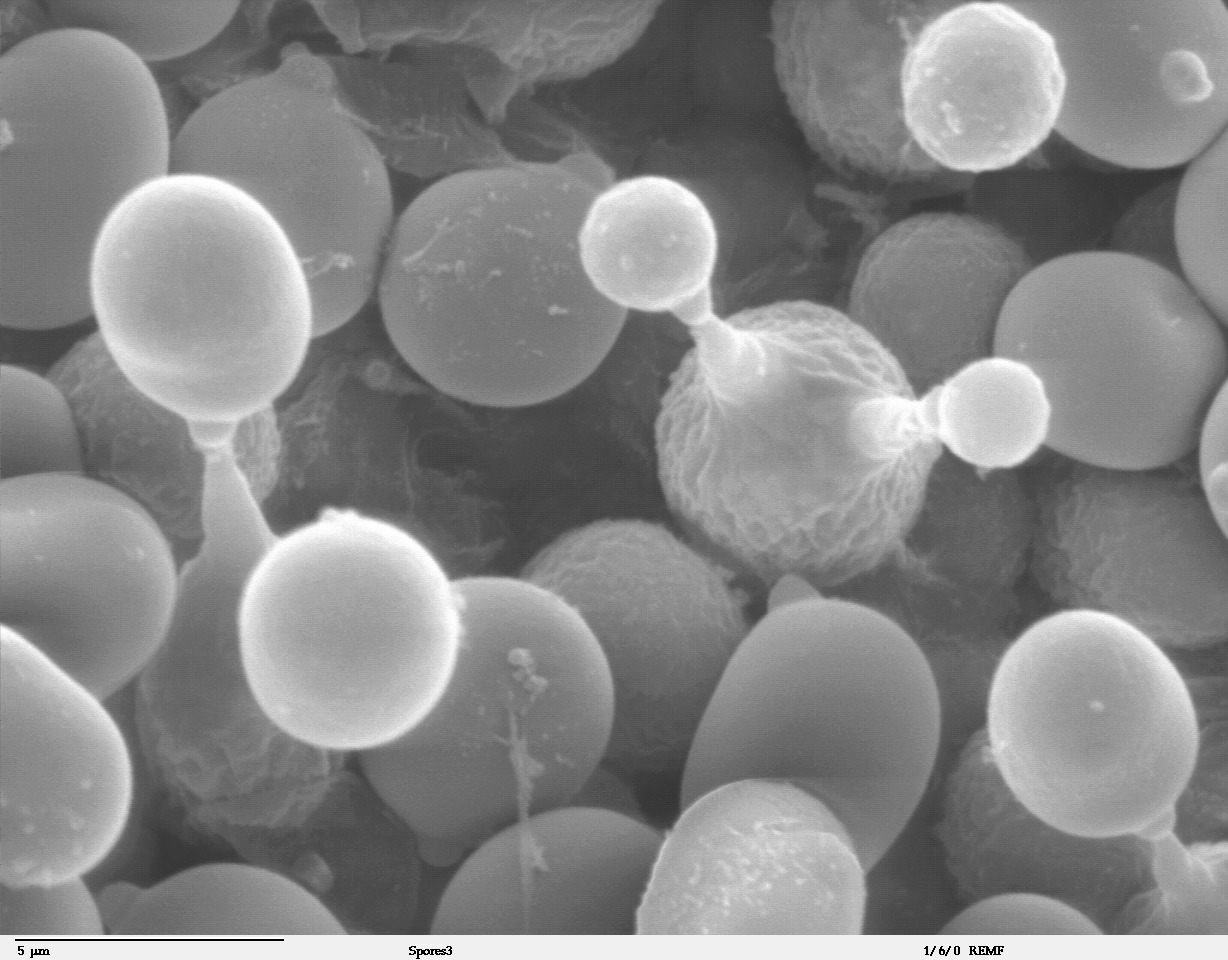
Tvorba bazidiospor na bazidiích druhu pečárka dvouvýtrusná (Agaricus bisporus). Tento druh je poměrně výjimečný v tom, že na každé bazidii vyrůstají pouze dvě a nikoliv čtyři bazidiospory, navíc každá obsahuje dvě jádra a vyrůstá z nich rovnou sekundární mycelium

Charakteristickým znakem stopkovýtrusných hub je tvorba bazidií jako náhrad pohlavních orgánů. Pohlavní rozmnožování však v těchto bazidiích neprobíhá, uskutečňuje se často ještě několik let před vznikem plodnice, a to v procesu tzv. somatogamické kopulace. Znamená to, že z bazidií jsou uvolněny bazidiospory, z nich vyklíčí několik pohlavních typů primárních mycelií. Tato mycelia mohou splynout (konjugovat) do jedné buňky a smísit tak svou genetickou informaci. Obvykle však platí, že spolu mohou splývat (tzn. jsou vzájemně kompatibilní) vždy jen dva odlišné pohlavní typy. Podle počtu pohlavních typů se rozlišují dvě strategie, tzv. bipolární a tetrapolární:
- bipolární typ – dva typy primárních mycelií; každé vlákno je tedy kompatibilní s 50 % okolních mycelií svého druhu; ovládá to jediný gen s dvěma alelami (A1, A2); vyskytuje se asi u 35–37 % druhů;
- tetrapolární typ – čtyři typy primárních mycelií; každé vlákno je tedy kompatibilní s 25 % okolních mycelií svého druhu; ovládají to dva geny, každý s dvěma alelami (A1, A2, B1, B2); vyskytuje se asi u 53–55 % druhů.

Pokud se setkají dvě vlákna, která nejsou kompatibilní, buď nedojde správně k výměně jader, nebo dokonce vlákna vůbec nesplynou a vytvoří se mezi nimi „hráz“ (baráž) viditelná pouhým okem.
Z tohoto klasického schématu somatogamního pohlavního rozmnožování existují však i poměrně radikální výjimky:
- U některých stopkovýtrusných (rod šťavnatka, Hygrocybe) třeba vůbec nedojde ke karyogamii a meióze, místo toho se každé ze dvou jader rozestoupí do jednoho ze dvou výtrusů a neproběhne tedy žádná forma pohlavního rozmnožování (tento jev nese označení apogamie či apomixe).[9]
- U rzí zase dochází k tzv. gameto-somatogamii, což znamená, že spolu nesplývají dvě vlákna (hyfy tvořící mycelium), nýbrž jedno vlákno s jednou pohlavní buňkou. Pohyblivou („samčí“) pohlavní buňkou je spermacie, která je hmyzem roznášena na tzv. receptivní hyfy, načež dojde k oplození.[4]
- Další výjimkou je u některých stopkovýtrusných zaznamenaný Bullerův fenomén, který spočívá v tom, že za určitých podmínek přejde jádro ze sekundárního do primárního mycelia. Bullerův fenomén je v podstatě rovněž pohlavním procesem.[9]

### Nepohlavní rozmnožování
U stopkovýtrusných bylo popsáno i nepohlavní rozmnožování. „Stadium“, které nepohlavní rozmnožování provádí, tzv. anamorfa, je u bazidiomycet poměrně nenápadné oproti všudypřítomné teleomorfě. Anamorfa vzniká obvykle na sekundárním myceliu. Nejjednodušším způsobem nepohlavního rozmnožování zůstává fragmentace stélky. Mohou však vznikat i různé druhy nepohlavních výtrusů čili konidie. U primitivnějších skupin se například poměrně často objevují blastospory a artrospory.

## Klasifikace

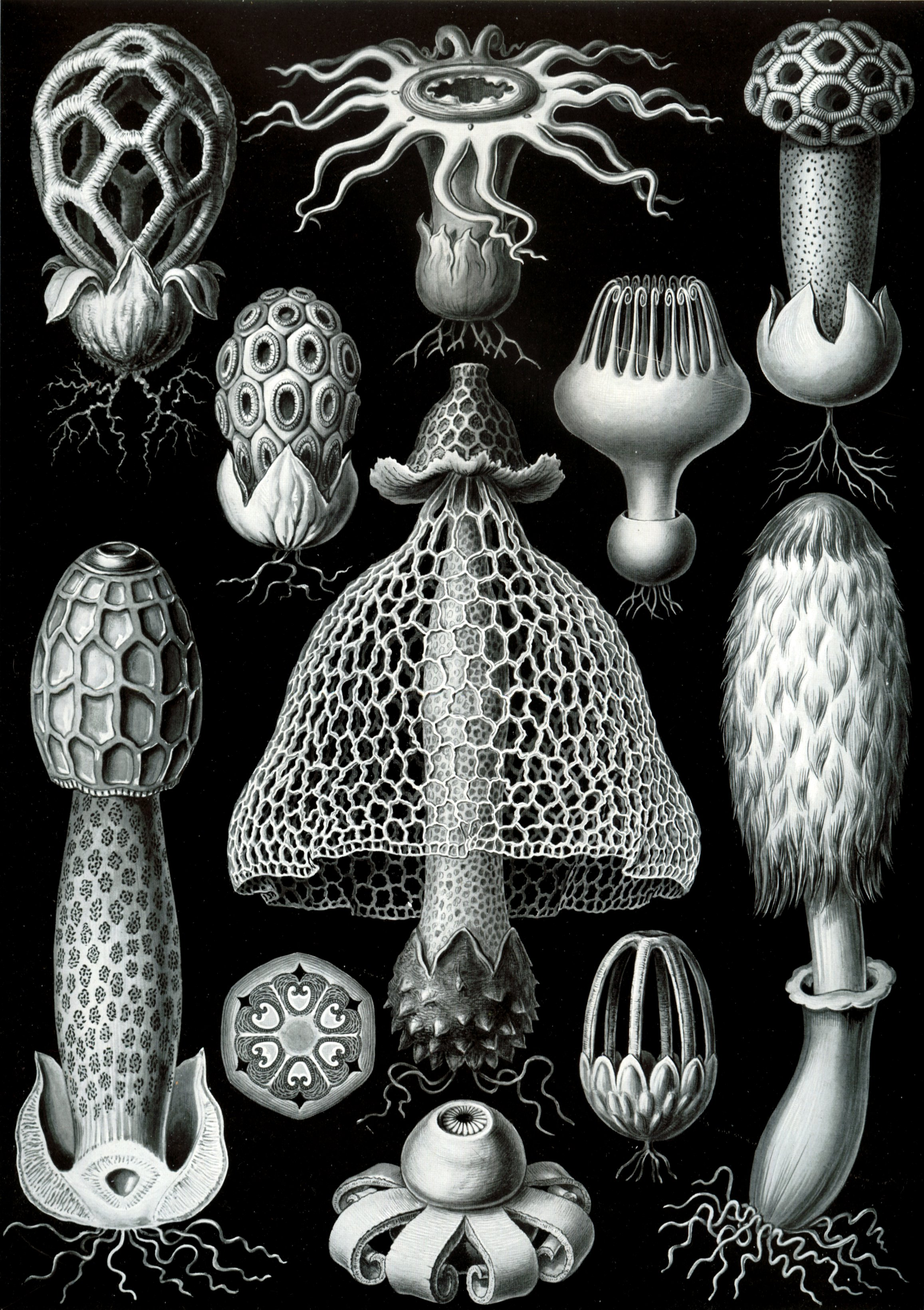
Haeckelovy obrázky stopkovýtrusných hub

Systém stopkovýtrusných hub je neustále v pohybu, zde je celé oddělení podle publikace Dictionary of the Fungi rozděleno na tři třídy, Urediniomycetes (rzi a jejich příbuzní), Ustilaginomycetes (sněti) a konečně Agaricomycetes (synonymum Basidiomycetes, česky někdy stopkovýtrusé). Tyto třídy jsou podporovány i fylogenetickými daty získanými ze sekvenování genů pro rRNA i různé proteiny. Uvažuje se, že sněti tvoří sesterskou skupinu k Agaricomycetes, o něco bazálněji jsou Urediniomycetes a nejprimitivnějšími skupinami by mohly být nově objevené linie Wallemiomycetes a Entorrhizomycetes. Poslední dvě jmenované „třídy“ se však spíše označují za druhy nejasného zařazení, tedy tzv. incertae sedis.
| - třída: Agaricomycetes - podtřída: houby rouškaté (Agaricomycetidae) - řád: lupenotvaré (Agaricales) - řád: bolcovitkotvaré (Auriculariales) - řád: hřibotvaré (Boletales) - řád: liškotvaré (Cantharellales) - řád: Ceratobasidiales - řád: kropilkotvaré (Dacrymycetales) - řád: kožovkotvaré (Hymenochaetales) - řád: hadovkotvaré (Phallales) - řád: chorošotvaré (Polyporales) - řád: holubinkotvaré (Russulales) - řád: plesňákotvaré (Thelephorales) - podtřída: Tremellomycetidae - řád: Christianseniales - řád: Cystofilobasidiales - řád: Filobasidiales - řád: rosolovkotvaré (Tremellales) - řád: Tulasnellales | - třída: sněti (Ustilaginomycetes) - podtřída: Entorrhizomycetidae - řád: Entorrhizales - podtřída: Exobasidiomycetidae - řád: Doassansiales - řád: Entylomatales - řád: plíškotvaré (Exobasidiales) - řád: Georgefischeriales - řád: Microstromatales - řád: Tilletiales - podtřída: Ustilaginomycetidae - řád: Urocystales - řád: Ustilaginales | - třída: Urediniomycetes = Pucciniomycetes - - řád: Agaricostilbales - řád: Atractiellales - řád: Classiculales - řád: Microbotryales - řád: Septobasidiales - řád: Sporidiales - řád: rzi Uredinales - třída: Wallemiomycetes - - řád: Wallemiales |  |

## Rozšíření
Stopkovýtrusné houby se vyskytují v širokém spektru stanovišť, a to nejen suchozemských, ale v případě některých druhů i sladkovodních či mořských (Leucosporidium, Rhodosporidium). Saprofytické druhy stopkovýtrusných hub tvoř významnou součást svrchní vrstvy půdy. Byl dokonce zaznamenán jedinec o odhadovaném stáří 8000 let, který pokrýval v Oregonu území o ploše 2 200 akrů, tedy kolem 9 km2.
U mnohých stopkovýtrusných se objevila ektomykorhiza i endomykorhiza, vzácně symbióza s některými mechorosty (houba Ricknella), hmyzu (houba Termitomyces), v několika případech tvoří bazidiomycety i lišejníky (tzv. bazidiolišejníky).